# Tuzson Arborétum
A Tuzson Arborétum helyi jelentőségű természetvédelmi terület a Mátralába nyugati peremén, Tar községtől mintegy 4,5 km-nyire, a Csevice-forrástól 2 km-re. A 2,76 ha területű park nevét alapítójáról, Tuzson János botanikusról kapta.

## Az arborétum története
Tuzson János 1925-ben vásárolta meg a fenyvespusztai erdőbirtokot, ahol egyebek közt néhány kisebb díszfa is állt. Ezt az Erzsébet-ligetnek nevezett együttest feltehetőleg 1898-ban ültették, ugyanis abban az évben a Földművelésügyi Minisztérium ingyen adott facsemetéket Erzsébet királyné emlékére létesítendő ligetek telepítésére.
Tuzson János az erdő letermelése után a területen elsősorban örökzöldeket telepített és szaporított, és ehhez a fákat földlabdásan hozatta távoli országokból. Egyéb biológiai kísérletekkel is próbálkozott – az utak, ösvények mentén díszlő rózsabokrok őseit például azért ültette, hogy rózsaolajat próbáljon előállítani. Emellett foglalkozott gyógynövények – elsősorban a gyapjas gyűszűvirág (Digitalis lanata), és a piros gyűszűvirág (Digitalis purpurea) – termesztésével is.
A második világháború után a terület az erdőgazdaság kezelésébe került. A szabad területek egy részén csemetekertet hoztak létre, más részét lucfenyővel, vörösfenyővel és szelídgesztenyével erdősítették.

## Látnivalók, ritkaságok
A meglehetősen elhanyagolt, szabadon látogatható gyűjteményben 21 fenyőféle, 6 különleges lomblevelű és több cserjeritkaság tekinthető meg. A fák közül a legérdekesebb egy 1960 táján ültetett atlaszcédrus, Nógrád vármegye egyetlen atlaszcédrusa. Törzsének kerülete közel 290 cm. További, Európában ritkábbnak számító fafajok:
- balzsamos fenyő,
- bérci fenyő,
- kaukázusi jegenyefenyő,
- kolorádófenyő,
- oregoni hamisciprus facsoport,
- szürke duglászfenyő facsoport,
- zöld duglászfenyő facsoport,
- japán juhar – 33 példány.

## Galéria

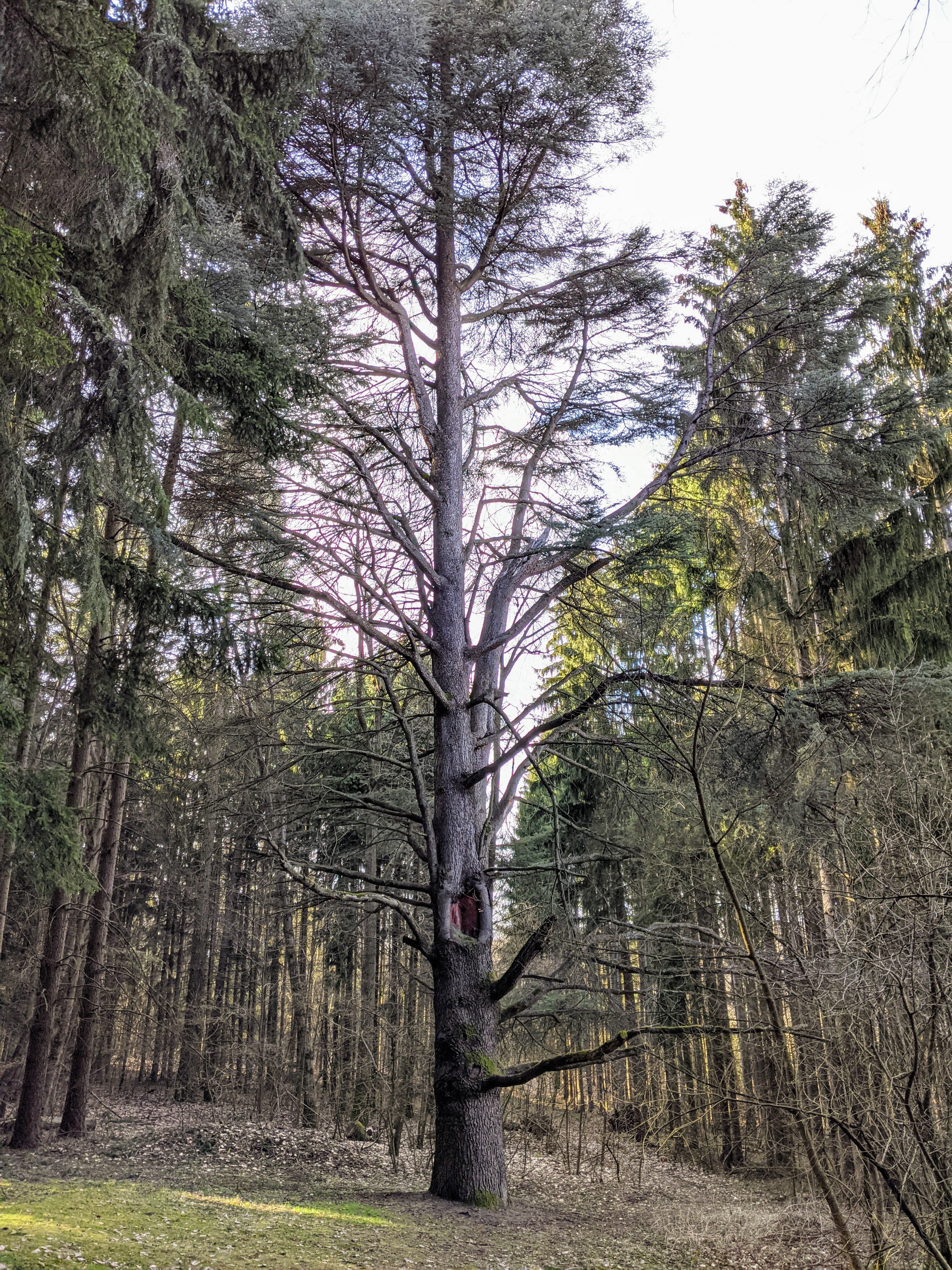
Atlaszcédrus a Tuzson arborétumban.
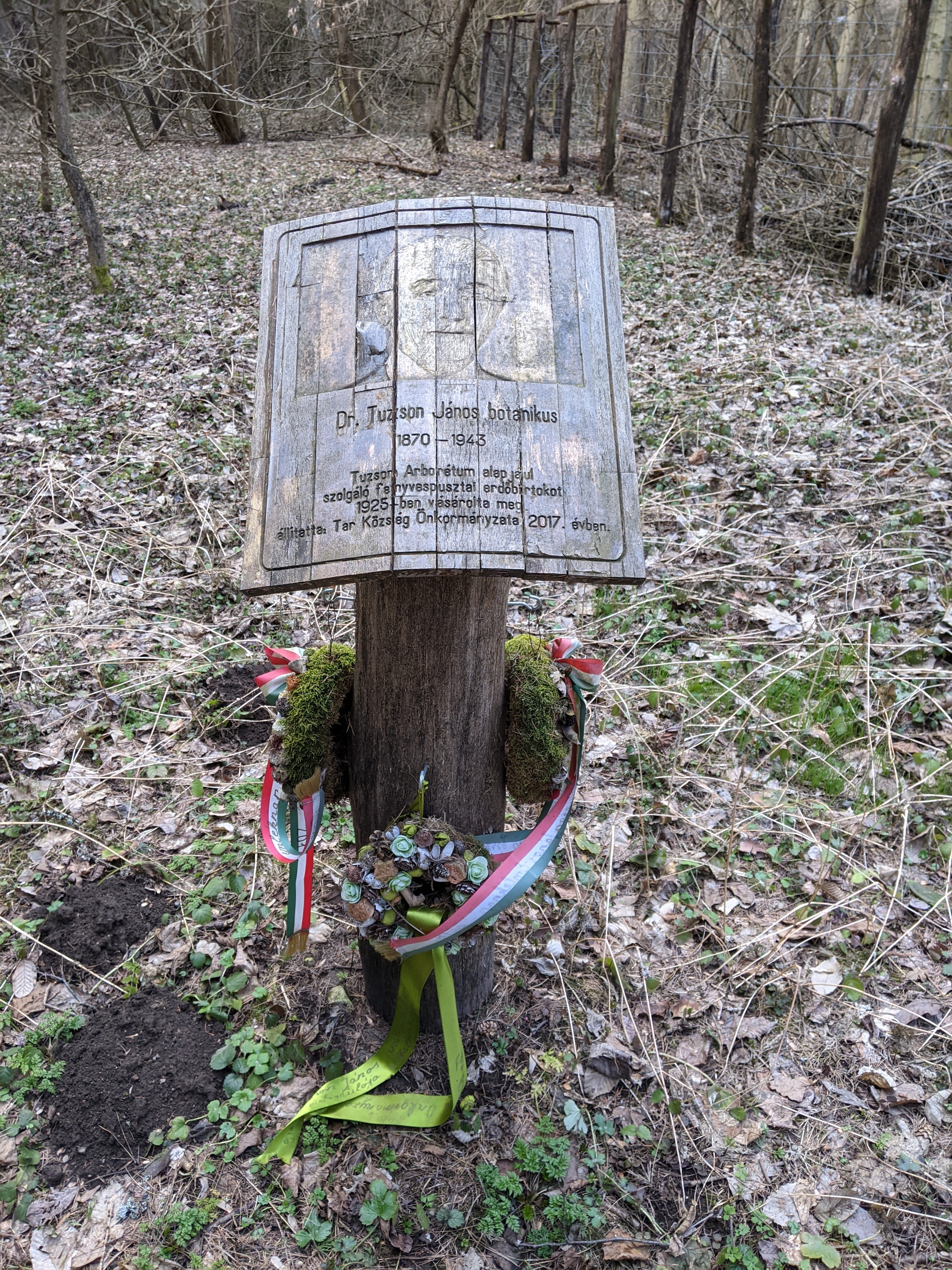
Dr. Tuzson János botanikus emléktáblája.
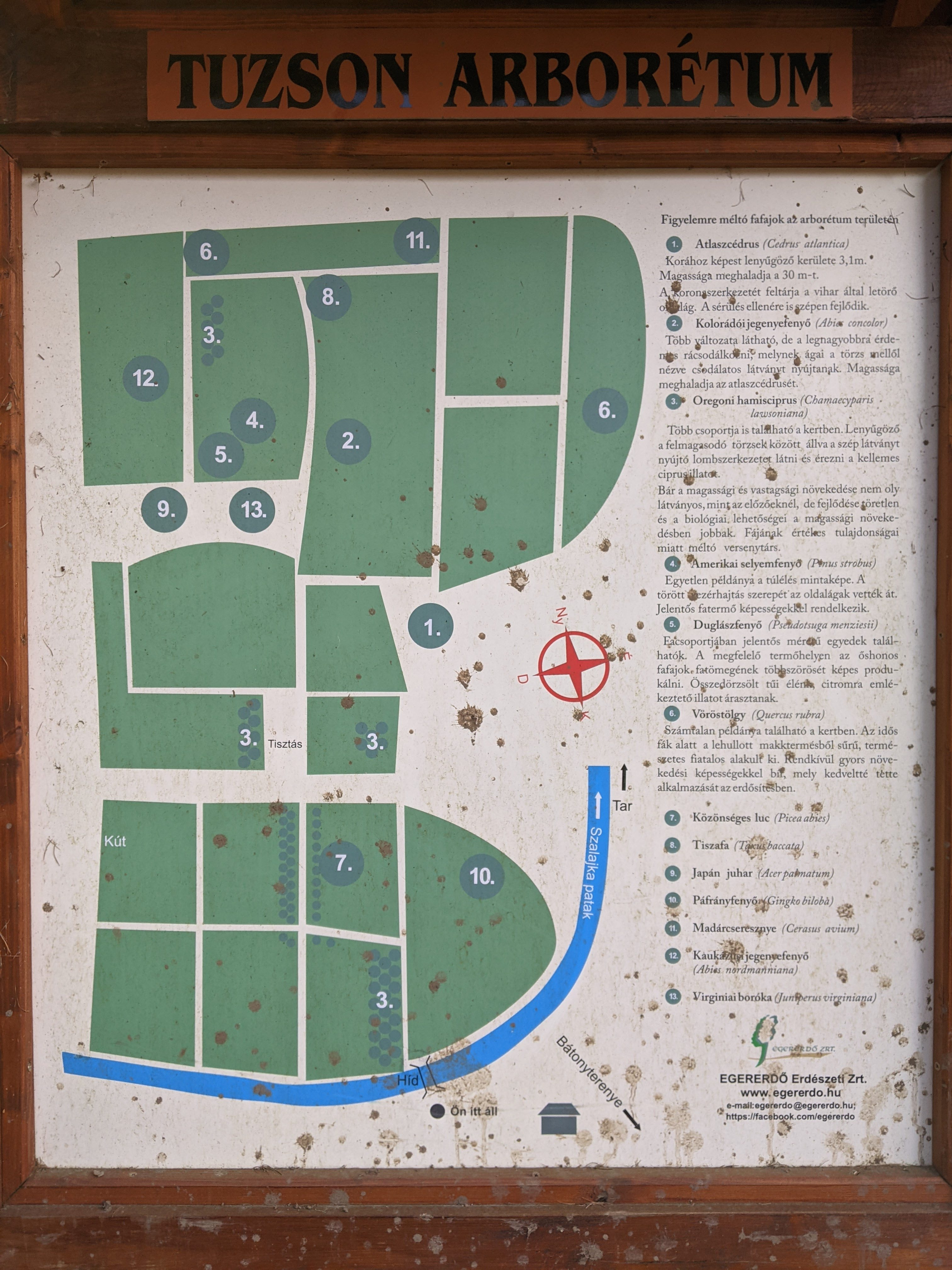
A Tuzson arborétum térképe.